# Flaner

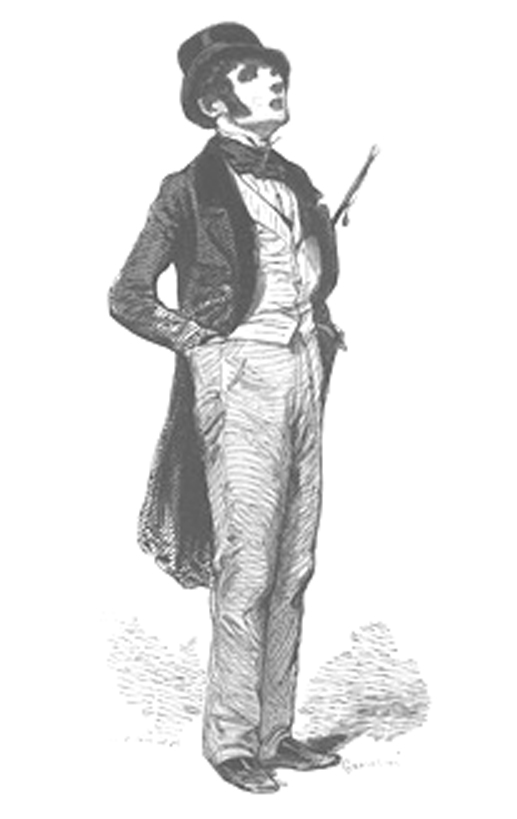
Paul Gavarni, Le Flâneur, 1842.

Flaner (fr.: flâneur – włóczęga, spacerowicz, próżniak) – osoba należąca do subkultury, której początki przypisuje się XIX-wiecznej Francji, a która później rozwinęła się również w Niemczech i  reszcie Europy, na którą składało się spacerowanie, chadzanie po mieście, kontemplowanie miejskiego życia oraz wielogodzinne obserwowanie i komentowanie życia ulicy. Postać flanera miała stanowić przeciwwagę dla bogatych zapracowanych mieszczuchów. Błąkając się bez żadnego konkretnego celu, w oderwaniu od zgiełku i szybkości życia codziennego, flaner był ostrym obserwatorem społeczeństwa.
Kultura flanerów była utożsamiana z wolnym czasem, bezcelowością i spontaniczną przygodą. Właśnie w tamtym czasie, gdy zaczęła się wyodrębniać ta subkultura, zaczęto tworzyć ozdobne witryny sklepowe, na których eksponowano towary, by zachęcić spacerowiczów do ich kupna.
Analitykami zjawiska byli m.in. Walter Benjamin czy Georg Simmel.